# Международна федерация по ски
Международната федерация по ски (на френски: Federation internationale de ski), съкр. ФИС (FIS), е международна спортна организация по всички видове ски спортове освен биатлон.
Седалището ѝ е в градчето Оберхофен ам Тунерзее, кантон Берн, Швейцария.
Основана е от 14 национални ски федерации в град Шамони, Франция през 1924 г. В нея членуват 128  национални ски федерации към 2018 г.
Международната федерация по ски организира ски състезания, които включват следните дисциплини:
- 1. Северни дисциплини
  - 1. Ски бягане
  - 2. Ролкови ски
  - 3. Ски скокове
  - 4. Северна комбинация
  - 5. Отборна северна комбинация
  - 6. Северна комбинация с ролкови ски
  - 7. Отборно състезание по ски скокове
  - 8. Ски скокове върху изкуствена трева
- 2. Ски алпийски дисциплини
  - 1. Ски спускане
  - 2. Слалом
  - 3. Гигантски слалом
  - 4. Супер гигантски слалом
  - 5. Паралелен слалом
  - 6. Ски комбинация
- 3. Свободен стил (Freestile)
  - 1. Могул (Mogul)
  - 2. Паралелен могул (Parralel Mogul)
  - 3. Ски крос
  - 4. Ериълс (Aerialz)
  - 5. Халф-пайп (Half-pipe)
  - 6. Ски акробатика
- 4. Сноуборд
  - 1. Слалом
  - 2. Паралелен слалом
  - 3. Гигантски слалом
  - 4. Паралелен гигантски слалом
  - 5. Супер гигантски слалом
  - 6. Халф-пайп
  - 7. Сноуборд-крос (Snowboarg-cross)
  - 8. Биг еър (Big Air)
  - 9. Специални съревнования
- 5. Други
  - 1. Скоростни ски
  - 2. Ски на трева
  - 3. Телемарк
  - 4. Мастърс

Дисциплините могат да включват едно или повече състезания. Например, ски бягането е дисциплина, но може да бъде спринт, маратон и др.
Изключение правят състезанията по биатлон, който разполага със своя международна организация – Международен съюз по биатлон (IBU).

## Президенти
1. Ивар Холмквист  Швеция 1924 – 1934
2. Николай Рам Остгаард  Норвегия 1934 – 1951
3. Марк Ходлер  Швейцария 1951 – 1998
4. Жан-Франко Каспер  Швейцария 1998– [2]